# Târgșoru Vechi, Prahova
Târgșoru Vechi (în trecut, Târgșor și Târgșoru) este un sat în comuna cu același nume din județul Prahova, Muntenia, România.
Pe locul satului Târgșoru Vechi s-a aflat în evul mediu orașul Târgșor, din care s-au mai păstrat doar ruinele a trei biserici. Satul se află astăzi la cca. 3 km. de Ploiești.
În situl arheologic Târgșor se găsesc următoarele monumente istorice;
- Biserica "Sf. Pantelimon" a Mănăstiri Turnu a lui Antonie Vodă 1669 - 1672, reconstruită pe ruine 1997-2001
- Ruinele bisericii Albe (1570),
- Ruinele bisericii lui Mihnea Turcitul - Biserica Roșie sf. sec. XVI

- Mănăstirea Turnu
- Aici a fost construită de Vlad Țepeș în 1461 biserica domnească "Sf.Nicolae" din Târgșor. Se mai păstrează de la ea pisania și fundațiile. A fost reconstruită la 1667 de Antonie-Vodă din Popești, care a înființat aici Mânăstirea Turnu; renovată și pictată de Constantin Brâncoveanu. S-a mai păstrat cea mai mare parte din ziduri (fără cupole) și puțin din pictura brâncovenească.

În ultimii ani a fost refăcută și s-a reînființat mânăstirea.

## Istoric
Importanța și complexitatea monumentelor de la Târgșoru Vechi este lesne sesizabilă fie și numai din simpla lor trecere în revistă.
Cele mai vechi urme de locuire sunt reprezentate de uneltele de silex care au aparținut comunităților aurignacianului din paleoliticul dezvoltat. Epoca pietrei șlefuite (neoliticul) este prezentă printr-o suprapunere de situri care aparțin culturilor Criș, Boian și Gumelnița, cu frumos decorata lor ceramică, dar și cu uneltele de piatră șlefuită. Epoca bronzului este acoperită de existența a trei dintre cele mai reprezentative manifestări culturale (cele de tip Glina, Monteoru și Tei). Din epoca fierului traco – geto – dacic au fost descoperite vestigii care aparțin atât primei sale părți (Hallstatt-ul, cu aspectul Bârsești Ferigele), cât și celei de a doua (La Tene) cu manifestările sale "clasice".
O importanță aparte o au monumentele romane – castrul și thermele sale – ridicate în primii ani ai sec. II p. Chr., cu scopul de a ține sub control zona subcarpatică și trecătorile spre și dinspre interiorul arcului carpatic. După organizarea limes-ului roman pe aliniamentul Oltului, sub împăratul Hadrian (117 – 118 p. Chr.), în imediata apropiere a fostei fortificații romane ia ființă o întinsă așezare a dacilor liberi, care se dezvoltă de-a lungul sec. II și III p. Chr., sub directa influență și în permanentă legătură cu teritoriul provincial roman. Sfârșitului de sec. III și sec. IV p. Chr. îi aparține una dintre descoperirile de cea mai mare importanță, nu numai pentru complexul de monumente de la Târgșor, ci și pentru întreaga cercetare arheologică românească – concentrarea de complexe funerare, din care au fost cercetate până în prezent cca. 500 de morminte, aparținând unei necropole de inhumație sarmatice și alteia birituale de tip Sântana de Mureș – Cerneahov. Inventarul, specific complexelor funerare de acest tip, se remarcă prin diversitate și bogăție, constând din ceramică, accesorii vestimentare, podoabe și arme.
Succesiunea urmelor de locuire continuă cu cele daco-romane din sec. V- VII p. Chr., cu cele vechi românești din sec. VIII – X și XII – XIII p. Chr., care completează substanțial cunoștințele privind perioada structurării definitive a poporului român 

## Rezervația arheologică și de arhitectură medievală de la Târgșoru Vechi
Târgșoru Vechi, reședință a domnitorilor munteni și vechi centru urban, s-a impus atenției istoricilor (Gh. Tocilescu) și arhitecților (Al. Zagoritz) prin importanța monumentelor sale încă de la sfârșitul sec. al XIX-lea și începutul sec. al XX-lea.Ansamblul monumentelor târgșorene a intrat în literatura de specialitate prin intervențiile lui C.C. Giurescu care, în 1924, atrăgea atenția în Buletinul Comisiei Monumentelor Istorice asupra interesului prezentat de obiectiv ca și asupra pericolului de degradare ce le amenința; 
- V. Drăghiceanu, cel care publica în 1927 unica inscripție păstrată de la Vlad Țepes, descoperită aici si N. Iorga, salvatorul prin intervenție directă a unora dintre vestigiile medievale. Primele cercetări arheologice sistematice au fost întreprinse la Târgșor începând din 1956, din inițiativa Academiei Române, prin intermediul Institutului de Arheologie „Vasile Pârvan“ din București, care de atunci și până în prezent, într-o apropiată colaborare cu Muzeul de Istorie și Arheologie Prahova, au continuat cercetările, soldate cu descoperiri care acoperă o îndelungată perioadă de timp ce se întinde între paleoliticul superior și evul mediu dezvoltat. Această impresionantă suprapunere a nivelurilor de locuire umană, probată arheologic, a îndreptățit pe cercetătorii de aici să numească această importantă rezervație arheologică „mica Troie subcarpatică“
- Marea necropolă birituală din sec. III – IV p. Chr., situată pe grindul de pe malul stâng al pârâului Leaota, din care au fost cercetate până în prezent cca. 470 de complexe funerare, se află în faza finală a cercetării sistematice. Primele cca. 300 de morminte au făcut obiectul unei prezentări monografice, care aparține cercetătorului Gheorghe Diaconu ( v. Târgșor - necropola din sec. III- IV e.n. –, București, Ed. Acad., 1965). În prezent colectivul format din Gh. Diaconu, D. Lichiardopol și Al. Niculescu pregătește prezentarea integrală a necropolei birituale de la Târgșor în perspectiva celor mai noi cercetări.

Diversitatea siturilor surprinse de cercetările arheologice la Târgșor a impus abordarea prioritară a unora dintre ele în funcție de consistența și importanța problemelor ridicate. Astfel, fără a neglija aspectele legate de manifestările culturilor neolitice Criș, cu ceramică liniară, Boian și Gumelnița în aria de nord a Munteniei sau pe cele aparținând culturilor epocii bronzului (Glina, Monteoru și Tei), atenția arheologilor s-a îndreptat cu precădere asupra monumentelor care aparțin mileniului I p. Chr.
Dintre acestea au fost mai intens cercetate monumentele romane – în special termele castrului aflat aici, care aparține liniei de fortificații romane (Târgșor, Drajna de Sus, Mălăiești, Voinești, Rucăr) ridicate în zona subcarpatică a Munteniei în timpul războaielor din 101 – 102 și 105 – 106 p. Chr., cu scopul de a controla căile de acces dinspre și spre interiorul arcului carpatic, active în primele două decenii ale sec. II p. Chr.
Atenția colectivului de cercetători de la Târgșor s-a focalizat apoi asupra problemelor ridicate de existența pe malul drept al pârâului Leaota a unei întinse așezări geto-dacice datate în a doua jumătate a sec. II și prima jumătate a sec. III p. Chr – din care au fost cercetate până în prezent cca. 20 de complexe de locuire – , pe malul stâng, la cca. 100 m est-nord-est, a unei necropole sarmatice datată în a doua jumătate a sec. III p. Chr., din care au fost dezvelite până acum 40 de morminte de inhumație, și a marii necropole birituale de tip Sântana de Mureș-Cerneahov, de la sfârșitul sec. III și din sec. IV p. Chr. , cu peste 470 de complexe funerare cercetate, situată în aceiași zonă.

## Conacul familiei Moruzi
În zona de vest - nord-vest a perimetrului rezervației se află conacul familiei Moruzi, monument realizat la începutul secolului XX, în stil neoromânesc, aflat într-o stare de conservare bună. Familia Moruzi, ultimii proprietari ai locului, au întemeiat aici, încă de la începutul secolului, o fermă pentru cultivarea plantelor și creștere a animalelor după modelul celor apusene, care conferă obiectivului calitatea de complex de arheologie industrial-agrară.